# 元頤
陽平惠王元頤（5世紀—500年12月27日），河南郡洛阳县（今河南省洛阳市东）人，追尊魏景穆帝拓跋晃之孫，陽平王拓跋新成長子，北魏宗室、官员。

## 生平
元頤本名安壽，孝文帝元宏賜名為元頤，父親過世後襲爵。太和十四年（490年），北方民族地豆于屢次南侵，四月詔令征西大將軍元頤率領軍隊將其擊退。
太和十六年（492年），元頤當時擔任懷朔鎮都大將，此時北魏準備發兵，由其都督三道兵力攻打柔然，出征前徵召回平城與皇帝元宏討論軍事，元頤說：「作戰應當依靠完善的戰略，讓敵人如同西漢的呼韓邪單于一樣行渭橋之禮臣服於朝廷」元宏讚嘆佩服他的言論。但此時其母親逝世，皇帝下詔敦促其出發，因此在下葬後立即領軍出征。
同年（492年）八月與鉅鹿公陸叡一同率斛律桓等十二將，共七萬騎的兵力北伐柔然，中軍兵出黑山，東軍急行至士盧河，西軍往侯延河，大破柔然軍，此役導致高車族的阿伏至羅脫離柔然獨立。戰後還朝，元宏稱贊其所言不虛，後擔任朔州刺史。太和二十年（496年）恒州刺史穆泰與陸叡等人在平城準備發動政變，陰謀推舉元頤登上皇位，元頤表面上答應，私底下密奏洛陽朝廷，孝文帝派任城王元澄領兵收捕平叛，同時嘉賞元頤。景明元年十一月丁巳（500年12月27日），在青州刺史任內過世，谥号惠王。

## 家庭

### 兄弟
- 元衍，北魏安南大将军、雍州刺史、廣陵康侯
- 元振，北魏征西大将军、夏州刺史、文烈公
- 元某，北魏夏州刺史、西郡公
- 元匡，北魏镇东将军、关右都督、尚书行台、济南文贞王
- 元颺，北魏左中郎將、顯武將軍
- 元欽，北魏侍中、骠骑将军、司空公、钜平文懿侯

### 兒子
- 元冏，第二子，北魏辅国将军、汲郡太守、阳平恭王[6][7]